# Lattenschuppe
Lattenschuppe war eine Kobalt- und Zinn-Fundgrube im Bergrevier Johanngeorgenstadt am Hinteren Fastenberg zwischen Johanngeorgenstadt und Erlabrunn, oberhalb des Täumerhauses und des Steinbaches.
Die Grube, in der hauptsächlich Kobalt und Zinn abgebaut wurde, war im 18. und 19. Jahrhundert in Betrieb. Der zugehörige Stolln wurde im Steinbachtal bei 685 m NN angeschlagen. Nach 470 m schaart der zinnführende Gang, auf dem der Stolln aufgefahren wurde, an die Ausläufer des Michael Spates an. Auf diesem baute später die 1,5 km westlich liegende Himmelfahrt Fundgrube Wismut ab. Ab 1823 war sie mit der Grube Neu Oberhaus Sachsen am Rabenberg (Erzgebirge) konsolidiert, ab 1826 zusätzlich mit der Fortuna-Fundgrube bei Breitenbrunn/Erzgeb. In der Nähe dieser Gemeinde wurde zusätzlich der Kaltwasser-Stolln angekauft.
Die Grube verfügte über ein eigenes Zechenhaus, das jedoch abbrannte. Zusätzlich wurde das Pochwerk der Grube Drei Brüder Gesinnung erworben, das durch Wasser aus dem Überlauf vom Walts-Gotter Pochwerk angetrieben und nach kurzem Gebrauch abgerissen wurde.
In der Grube verunglückten der Steiger Johann Christian Leicht sowie die beiden Bergleute Gottlob Friedrich Unger und Carl Heinrich Förster durch einen Schlammdurchbruch während eines Gewitters. Der Stolln ist verbrochen.
Von 1674 bis 1688 wurde neben dem Pochwerk der Lattenschuppe-Fundgrube die Christoph Fundgrube betrieben, in der Zinn abgebaut wurde.
Der frühere Kunstgraben wurde im ausgehenden 19. Jahrhundert von der Kellerschleiferei genutzt.